# Question...?
Question...? è un singolo promozionale della cantante statunitense Taylor Swift, pubblicato il 25 ottobre 2022 e incluso nel decimo album in studio Midnights.

## Descrizione
Il 28 agosto 2022, Taylor Swift ha annunciato il suo decimo album in studio, Midnights, senza però rivelarne la lista delle tracce. A partire dal 21 settembre dello stesso anno, la cantante ha cominciato ad annunciare i titoli dei brani contenuti nel disco con una serie di video su TikTok intitolati Midnights Mayhem with Me. La serie, che consisteva in 13 episodi, prevedeva che una canzone venisse rivelata in ciascun episodio dopo che la cantante avesse estratto un numero casuale da un estrattore per la tombola contenente 13 palline numerate da 1 a 13. Durante il terzo episodio, pubblicato il 26 settembre 2022, Taylor Swift ha annunciato il titolo della settima traccia dell'album, Question...?.
La canzone fa possibilmente riferimento alla relazione avuta dalla cantante con il cantante britannico Harry Styles e i primi secondi del brano contengono un'interpolazione del singolo Out of the Woods del 2014, il quale fa riferimento alla stessa relazione.

## Classifiche
| Classifica (2022) | Posizione massima |
| ----------------- | ----------------- |
| Australia         | 11                |
| Canada            | 10                |
| Filippine         | 7                 |
| Francia           | 139               |
| Grecia            | 17                |
| Islanda           | 20                |
| Lituania          | 36                |
| Portogallo        | 21                |
| Repubblica Ceca   | 40                |
| Singapore         | 7                 |
| Slovacchia        | 46                |
| Spagna            | 62                |
| Stati Uniti       | 7                 |
| Svezia            | 42                |
| Vietnam           | 15                |